# Доданим
Доданим (ивр. דדנים‎) или Роданим (ивр. רודנים‎) — согласно «таблице народов» в Библии, сын Иавана (Быт. 10:4).
Обыкновенно их отождествляют с родосцами, жителями острова Родоса. Некоторые исследователи полагают, что следует читать Дораним, т. е. дорийцы. Другие же читают: дарданцы (союзники троянцев y классиков), одна из древнейших малоазийских ветвей греческой народности.
В 1Пар. 1:7 вместо «Доданим» дается чтение «Роданим», которого придерживаются Септуагинта, Пешитта и Вульгата.